# Marco Maurer
Marco Maurer (Affoltern am Albis, 21 febbraio 1988) è un hockeista su ghiaccio svizzero.

## Statistiche
Statistiche aggiornate a novembre 2013.

### Club
| Stagione | Squadra         | Stagione regolare | Stagione regolare | Stagione regolare | Stagione regolare | Stagione regolare | Stagione regolare | Playoff | Playoff | Playoff | Playoff | Playoff |
| Stagione | Squadra         | Lega              | P                 | G                 | A                 | Pt                | PIM               | P       | G       | A       | Pt      | PIM     |
| -------- | --------------- | ----------------- | ----------------- | ----------------- | ----------------- | ----------------- | ----------------- | ------- | ------- | ------- | ------- | ------- |
| 2005-06  | Zug             | NLA               | 8                 | 0                 | 0                 | 0                 | 0                 |         |         |         |         |         |
|          | Zug U20         | Elite Jr. A       |                   |                   |                   |                   |                   |         |         |         |         |         |
| 2006-07  | Zug             | NLA               | 13                | 0                 | 0                 | 0                 | 2                 |         |         |         |         |         |
|          | Zug U20         | Elite Jr. A       |                   |                   |                   |                   |                   |         |         |         |         |         |
|          | Schweiz U-20    | NLB               | 8                 | 1                 | 1                 | 2                 | 20                | -       | -       | -       | -       | -       |
| 2007-08  | Zug U20         | Elite Jr. A       | 4                 | 0                 | 1                 | 1                 | 6                 | 10      | 2       | 3       | 5       | 48      |
|          | Zug             | NLA               | 44                | 1                 | 1                 | 2                 | 24                | 7       | 0       | 0       | 0       | 2       |
|          | Schweiz U-20    | NLB               | 2                 | 1                 | 1                 | 2                 | 4                 | -       | -       | -       | -       | -       |
| 2008-09  | Zug             | NLA               | 50                | 1                 | 1                 | 2                 | 26                | 10      | 1       | 1       | 2       | 14      |
| 2009-10  | Genève-Servette | NLA               | 49                | 1                 | 3                 | 4                 | 52                | 20      | 2       | 0       | 2       | 16      |
|          | Lausanne        | NLB               | 1                 | 1                 | 0                 | 1                 | 6                 | 2       | 0       | 1       | 1       | 6       |
| 2010-11  | Rapperswil      | NLA               | 48                | 4                 | 2                 | 6                 | 115               | -       | -       | -       | -       | -       |
|          |                 | Playout           | 5                 | 1                 | 0                 | 1                 | 31                | -       | -       | -       | -       | -       |
| 2011-12  | Rapperswil      | NLA               | 23                | 3                 | 2                 | 5                 | 65                |         |         |         |         |         |
| 2012-13  | ZSC             | NLA               | 50                | 4                 | 8                 | 12                | 34                | 12      | 0       | 0       | 0       | 6       |
| 2013-14  | ZSC             | NLA               | 26                | 0                 | 3                 | 3                 | 14                | -       | -       | -       | -       | -       |
|          | Lugano          | NLA               | 0                 | 0                 | 0                 | 0                 | 0                 |         |         |         |         |         |

### Nazionale
| Stagione | Livello               | Risultati        | Risultati | Risultati | Risultati | Risultati | Risultati |
| Stagione | Livello               | Competizione     | P         | G         | A         | Pt        | PIM       |
| -------- | --------------------- | ---------------- | --------- | --------- | --------- | --------- | --------- |
| 2005-06  | Switzerland U18       | WJC-18 D1        | 5         | 2         | 1         | 3         | 49        |
| 2006-07  | Schweiz U-20          | NLB              | 8         | 1         | 1         | 2         | 20        |
|          | Switzerland U20       | WJC-20           | 3         | 0         | 0         | 0         | 0         |
|          | Switzerland U20 (all) | International-Jr | 9         | 0         | 0         | 0         | 0         |
| 2007-08  | Schweiz U-20          | NLB              | 2         | 1         | 1         | 2         | 4         |
|          | Switzerland U20       | WJC-20           | 6         | 1         | 0         | 1         | 12        |
|          | Switzerland U20 (all) | International-Jr | 11        | 1         | 0         | 1         | 16        |

## Palmarès

### Club
- Campionato svizzero: 1

Ginevra-Servette: 2022-2023

### Nazionale
- Campionato del mondo U-18: 1

 Svizzera U-18: 2006